# Prager Presse
Il Prager Presse è stato un quotidiano cecoslovacco in lingua tedesca edito a Praga dal 1921 al 1938. Fu fondato da Tomáš Masaryk con lo scopo di integrare la minoranza linguistica tedesca della Cecoslovacchia (allora il 22,5% della popolazione) e allo stesso tempo rappresentare l'alto livello della vita culturale ceco-tedesca all'estero.
Il caporedattore fu Arne Laurin (Arnošt Lustig, 1889-1945) per tutta la durata della pubblicazione, dal 1921 al 1938, mentre ne dirigeva gli allegati domenicali, in forma di feuilleton, Otto Pick (1887-1940) (tra di essi "Bilderbeilage" e "Dichtung und Welt", poi "Welt am Sontag").
Editore ne era Orbis, una casa editrice finanziata con fondi statali.
Vi si trovano scritti di Franz Kafka, Robert Musil, Siegfried Jacobsohn, Robert Walser, Peter Altenberg, Stefan Zweig, Vlastimil Košvanec, Roman Jakobson (e altri del Circolo linguistico di Praga), Paul Leppin; prevalentemente in tedesco e a volte in ceco.